# FlatOut 4: Total Insanity
FlatOut 4: Total Insanity ist ein 2017 veröffentlichtes Rennspiel von Kylotonn und Bigben Interactive und der fünfte Teil der FlatOut-Serie. Der Titel erschien für PlayStation 4, Xbox One und Windows und erhielt durchschnittliche Kritiken.

## Spielprinzip
Wie in früheren Teilen konzentriert sich das Spiel auf Rennen. Das Spiel umfasst ein simuliertes Schadensmodell und man kann die Fahrzeuge und Elemente der Umwelt zerstören. Dies erhöht gleichzeitig die sogenannte Flatout-Anzeige. Das Spiel bietet verschiedene Modi an. Mit einem Sieg kann man neue und schnellere Autos freischalten. Man kann das Spiel sowohl alleine als auch online mit bis zu acht Spielern spielen.

## Entwicklung und Veröffentlichung
FlatOut 4: Total Insanity wurde von Kylotonn entwickelt und von Bigben Interactive veröffentlicht. Das Spiel kam am 17. März 2017 für PlayStation 4 und Xbox One raus. Am 4. April 2017 erschien das Spiel für den Windows.

## Rezeption
FlatOut 4: Total Insanity erhielt laut Metacritic „durchschnittliche“ Kritiken.